# Mito dei cacciatori
I miti dei cacciatori nascono in quel periodo della preistoria che si è soliti chiamare età della renna, tra il 200.000 - 10000 a.C. e, come altri miti, cercano di spiegare la realtà dell'uomo primitivo che, a seconda della sua attività, pone domande diverse alla natura.
Il cacciatore vuole conoscere le leggi che regolano le migrazioni degli uccelli, l'agricoltore le leggi che determinano il succedersi delle stagioni.
Ma il cacciatore e l'agricoltore primitivo non hanno ancora gli strumenti per capire queste leggi e allora il pensiero mitico offre un suo ordine al mondo.
Le mandrie torneranno ogni anno e all'inverno sempre succederà la primavera, perché così stabiliscono i miti.
L'uomo ha sempre cacciato e per un lungo periodo, per tutti i popoli della terra, la caccia fu l'attività che determinava la loro sopravvivenza, ed è certo per questo che gran parte della mitologia umana ha per scenario l'ambiente del cacciatore primitivo.
L'origine però di questi miti è diversa dall'origine del mito cosmogonico. Infatti, nel caso dei miti cosmogonici, essi sono nati in una regione e si sono poi diffusi nel mondo intero.
Nel caso, invece, dei miti che hanno come scenario la realtà del cacciatore, bisogna invece supporre che ogni popolo si sia costruito la sua mitologia, ma è anche vero che le mitologie della caccia di ogni popolo richiamano una stessa realtà, cercano di conoscere ed ordinare situazioni simili, hanno gli stessi personaggi (gli animali e i cacciatori), rispondono agli stessi interrogativi.
Ed è per questo che si trovano fra popoli molto diversi miti molto simili.
Attraverso il mito, il cacciatore primitivo cerca di conoscere, di spiegare, di ordinare la realtà. Egli teme che gli animali possono scomparire, che la sua lancia non colpisca più nel segno, che la sua trappola resti vuota e, attraverso il mito, cerca allora di trovare l'ordine di questa realtà che altrimenti si accorge di non poter dominare.
I miti che nascono nel mondo dei cacciatori sono numerosi ma uno dei più ricorrenti è quello del lupo.

## Mito e leggenda
Intorno alla metà dell'VIII secolo prima di Cristo vivevano nell'attuale Lazio alcune comunità di pastori e agricoltori. Il centro più importante era probabilmente il villaggio di Alba Longa, l'odierna Castel Gandolfo. In questo luogo le comunità latine si riunivano per stipulare patti di amicizia e alleanze contro i comuni nemici e si riunivano per pregare le loro divinità.
Meno importante era il villaggio chiamato Roma, sorto sul colle Palatino lungo il corso del fiume Tevere, in un punto in cui il guado era facilitato dalla presenza di un'isola chiamata Tiberina.
Gli abitanti erano per lo più pastori e agricoltori e, da alcune osservazioni fatte sulla loro mitologia, anche briganti e predoni che, sul colle avevano trovato un ottimo rifugio reso inespugnabile dai suoi versanti allora scoscesi.
Ma quando Roma incominciò ad estendere il suo dominio sulle altre comunità del Lazio e poi su tutta l'Italia centrale, queste origini apparvero troppo misere e indegne e vennero forgiate magnifiche leggende sull'origine della città e dei suoi abitanti.
Queste leggende non furono il prodotto di un narratore o di un poeta, ma rielaborazione di un materiale molto più antico e mitico che risaliva a prima della seconda metà del III millennio a.C., quando, un gruppo di popoli indoeuropei, provenienti dalle regioni del Caucaso, si spostò verso la penisola italica.
Quegli uomini di origine asiatica raccontavano miti che per vie misteriose, di padre in figlio, erano giunti fino ai primi abitanti di Roma.
La leggenda della fondazione di Roma, della quale, in sintesi si può brevemente ricordare il contenuto (Amulio ha spodestato Numitore, legittimo re di Alba Longa, padre di Rea Silvia e discendente di Enea. Amulio teme però che due gemelli, Romolo e Remo, figli di Rea silvia e del dio Marte, possano un giorno vendicare il nonno e contendergli il trono. Ordina quindi che i due fanciulli siano abbandonati dentro un cesto alla corrente del Tevere. Ma una lupa salva i due gemelli e li allatta amorevolmente. In seguito viene in loro soccorso un pastore che li alleva come propri figli. Divenuti adulti i due fanciulli rovesciano Amulio e ristabiliscono sul trono il legittimo re, il nonno Numitore. Decidono quindi di fondare una città, ma fra loro nasce una terribile lite e Romolo uccide Remo) riporta solo l'ultima delle tante versioni che vennero coniate dai Romani.
Questa leggenda assunse la sua forma definitiva solamente in epoca repubblicana, infatti, nel periodo antecedente c'erano motivi diversi (si narrava, ad esempio, di un solo fanciullo abbandonato dal re usurpatore alla corrente del fiume) ed è più tarda la cornice della leggenda, in cui si ricostruisce la discendenza di Romolo e Remo dall'eroe troiano Enea, approdato con pochi compagni sulle coste del Lazio dopo la rovina della sua città.
Queste variazioni che il racconto ha subito nel tempo dimostrano che questa è una leggenda e non un mito.
Una prima differenza fra leggenda e mito è infatti questa: il racconto mitico è sacro e immodificabile, di generazione in generazione, mentre la leggenda può variare nel tempo e il racconto originario può essere modificato, ampliato, ridotto.
Infatti ogni popolo crea le sue leggende per celebrare le proprie origini, i propri eroi, ma se gli interessi storici mutano, se una certa origine non è più ritenuta sufficiente a celebrare la propria gloria, allora la leggenda si può modificare.
La leggenda rimescola spesso i motivi, le immagini, i personaggi del mito, ma quando dal mito si passa alla leggenda, questi motivi, queste immagini, questi personaggi perdono gran parte della loro sacralità.

### I miti greci del lupo
Nella mitologia greca troviamo almeno due storie molto simili a quella della fondazione di Roma.
La prima riguarda la fondazione di Tebe.
Euripide narra che Antiope, figlia del re di Tebe Nitteo, ebbe da Zeus due figli, due gemelli, Anfione e Zeto. Per paura dell'ira paterna Antiope dovette abbandonare i figli in una caverna del monte Citerone. Davanti alla caverna sgorgò miracolosamente una sorgente di limpida acqua e ben presto un pastore venne ad abbeverare il suo gregge. Accortosi dei due fanciulli il pastore li prese con sé e li educò come suoi figli. Intanto il padre di Antiope era morto e del regno si era impossessato suo fratello Lico, "il lupo". Lico temeva naturalmente che i due figli di Antiope potessero rivendicare il trono di Tebe. Infatti quando i due fratelli divennero adulti il pastore raccontò loro la vera storia della loro nascita e i due non ebbero altra idea che quella di riconquistare il regno di Tebe. Erano però molto diversi nel carattere e spesso litigavano. Anfione amava la musica e le arti, Zeto la caccia e l'avventura. Dopo varie vicende riuscirono, con l'aiuto del padre Zeus a cacciare Lico dal trono e a rendere la città di Tebe, che era allora un misero villaggio, la città più potente della Grecia. Zeto, per la sua abilità nel combattere, divenne il condottiero della città, Anfione, con la sua musica divina, riuscì a smuovere le pietre che servirono per fortificare la città.
La leggenda della fondazione di Tebe è molto simile alla leggenda della fondazione di Roma ma mentre nel racconto greco Lico, il lupo, è il principale avversario dei due gemelli, nella leggenda romana la lupa costituisce la loro salvezza.
Molto più complessa è un'altra leggenda della mitologia greca in cui si narra della fondazione di Micene.
È la storia di due gemelli Acrisio e Preto, così diversi tra di loro che cominciarono a litigare già nel ventre materno. Appena furono adulti lottarono per stabilire chi dei due dovesse regnare sulla loro città, Argo. Vinse Acrisio e Preto dovette emigrare in Licia, nella terra dei Lupi.
La leggenda continua narrando che la figlia di Acrisio, Danae, fu sedotta da Zeus e concepì un figlio a cui fu dato nome Perseo. Quando Acrisio scoprì il nipote Perseo ebbe timore per il suo regno e lo fece rinchiudere in una piccola arca che abbandonò ai flutti del mare. Un pescatore di nome Dictis raccolse il bimbo e lo allevò come fosse suo figlio. Divenuto adulto Perseo venne a conoscenza della sua origine e decise di riconquistare il trono di Argo. Giunto nella città, dopo aver superato molti ostacoli, trovò che Arcisio era ben disposto nei suoi confronti ed anzi era pronto a consegnargli pacificamente il trono. Si organizzò dunque una grande festa della pace, ma durante la festa, giocando insieme ad altri giovani, Perseo scagliò con grande forza un disco verso il luogo dove si trovava Acrisio. Il disco roteò nell'aria, colpì e uccise il vecchio re. Pentito, Perseo si allontanò da Argo e fondò la città di Micene.
Anche in questo racconto si ritrovano gli elementi della leggenda di Romolo e Remo, anche se, apparentemente, non compare la figura del lupo, ma Preto, cacciato da Acrisio, emigra in Licia nella terra dei lupi e la madre di Perseo si chiama Danae e "daos" era il nome frigio del lupo.

### I figli dei lupi
L'influenza della cultura greca sul pensiero romano fu molto più tarda e pertanto non si può pensare che il primo narratore della vicenda di Romolo e Remo si sia ispirato alla fonte greca.
Si pensa così che gli autori latini e greci si siano ispirati ad un medesimo, molto più antico, complesso mitico e che lo stesso materiale sia stato rimescolato producendo numerose e diverse combinazioni.
Infatti si può ritrovare lo stesso materiale mitico in mitologie molto più antiche e diffuso in un'area geografica e culturale ben più vasta.
I Daci, come racconta Strabone, sostenevano di discendere da un mitico antenato lupo e, in effetti, "daos" era il nome con cui gli antichi Frigi chiamavano il lupo.
Sempre sulle rive del mar Caspio abitavano gli Ircani, valorosi e terribili in guerra, il cui nome deriva dall'antica radice iranica "vehrka", il lupo.
Anche nella penisola italica si trovano molti popoli e tribù che vantano una loro discendenza dal lupo, come gli Irpini, così chiamati dal vocabolo osco "hirpus", il lupo, o alla tribù dei Lucani, il cui nome deriva forse da "lukos", il lupo.
Mircea Eliade, un famoso studioso di mitologia, distingue tre casi in cui ad un popolo poteva essere attribuita una parentela con il lupo:
1. gruppi di immigranti che combattevano per la conquista di nuove terre (lupi-guerrieri);
2. fuorilegge e profughi in cerca di asilo (lupi-fuggiaschi);
3. gli adolescenti durante il periodo di iniziazione e di preparazione, per diventare guerrieri (lupi-giovani iniziati).

Costoro dovevano lottare per vivere, dimorare lontano dagli altri uomini, spesso nascosti nelle selve o sui monti, dovevano, cioè, vivere "come lupi" e potevano contare sulla protezione di Zeus e di Apollo, ma di Zeus Lucoreio e di Apollo Liceo, protettore dei lupi.
Le popolazioni italiche degli Irpini e dei Sanniti devono essere collocate nella prima categoria indicata da Eliade, perché erano popolazioni che si muovevano continuamente in cerca di nuove terre e dovevano combattere contro le popolazioni che prima di loro si erano insediate nell'Italia centro-meridionale e dovevano difendere come lupi il territorio conquistato.
Frequente il caso appartenente alla terza categoria che attribuiva il nome di lupi ai giovani che iniziavano la guerra. Durante questo periodo i giovani dovevano dimostrare di essere degni di diventare guerrieri, superando le prove di coraggio, vivere lontano dalle comunità e aggirarsi da soli o in gruppi nelle selve, finché non erano giudicati degni di entrare a far parte della classe dei guerrieri.
Presso gli antichi germani i guerrieri erano chiamati "ulfhednar", uomini con la pelle di lupo.
A Sparta il "couros", il giovane nobile, votato al mestiere delle armi, doveva condurre per un anno una vita da lupo, si nascondeva sulle montagne e doveva evitare ogni contatto umano. Solo chi riusciva a sopravvivere era degno di diventare guerriero.
L'origine della leggenda di Romolo e Remo appartiene alla seconda categoria indicata da Eliade, infatti, venivano chiamati fuorilegge i profughi in cerca di un asilo.
in questo caso l'essere chiamati lupi non era un titolo di merito perché l'attributo non si riferiva alla forza del lupo o al suo coraggio, ma al suo essere bandito da ogni comunità e al doversi aggirare da solo fra i monti, da tutti scacciato e odiato.
Romolo e Remo erano in questo caso i figli di una lupa perché come i lupi si aggiravano nelle selve, cacciati dagli uomini.
In una prima fase della loro religione, i Romani consideravano sacro il bosco, il  lucos, la dimora del lupo e a metà febbraio festeggiavano i Lupercali, la festa di Fauno, il dio delle selve.
Il lupo appare evidentemente come il personaggio centrale di un antico scenario mitico e si constata pertanto che il periodo della caccia ha prodotto tra popoli diversi e lontani miti analoghi e che le somiglianze rimangono anche a distanza di millenni, anche quando i lupi-guerrieri, i lupi fuggiaschi e i lupi-giovani iniziati scompaiono dal mondo mitico e al loro posto appaiono i lupi mannari della leggenda vodu, germanica e dell'Europa orientale.
Si profila in questo modo un terzo stadio nella storia mitica del lupo.
Il primo stadio è quello dell'essere supremo sotto sembianze animali, il secondo stadio è quello dei lupi fondatori di una vita diversa, il terzo stadio è quella del lupo mannaro ed esiste un quarto stadio, quello che ancora stiamo vivendo, che vede il lupo come protagonista di proverbi, di favole, di modi di dire, di paure infantili.